# Монастирський сад

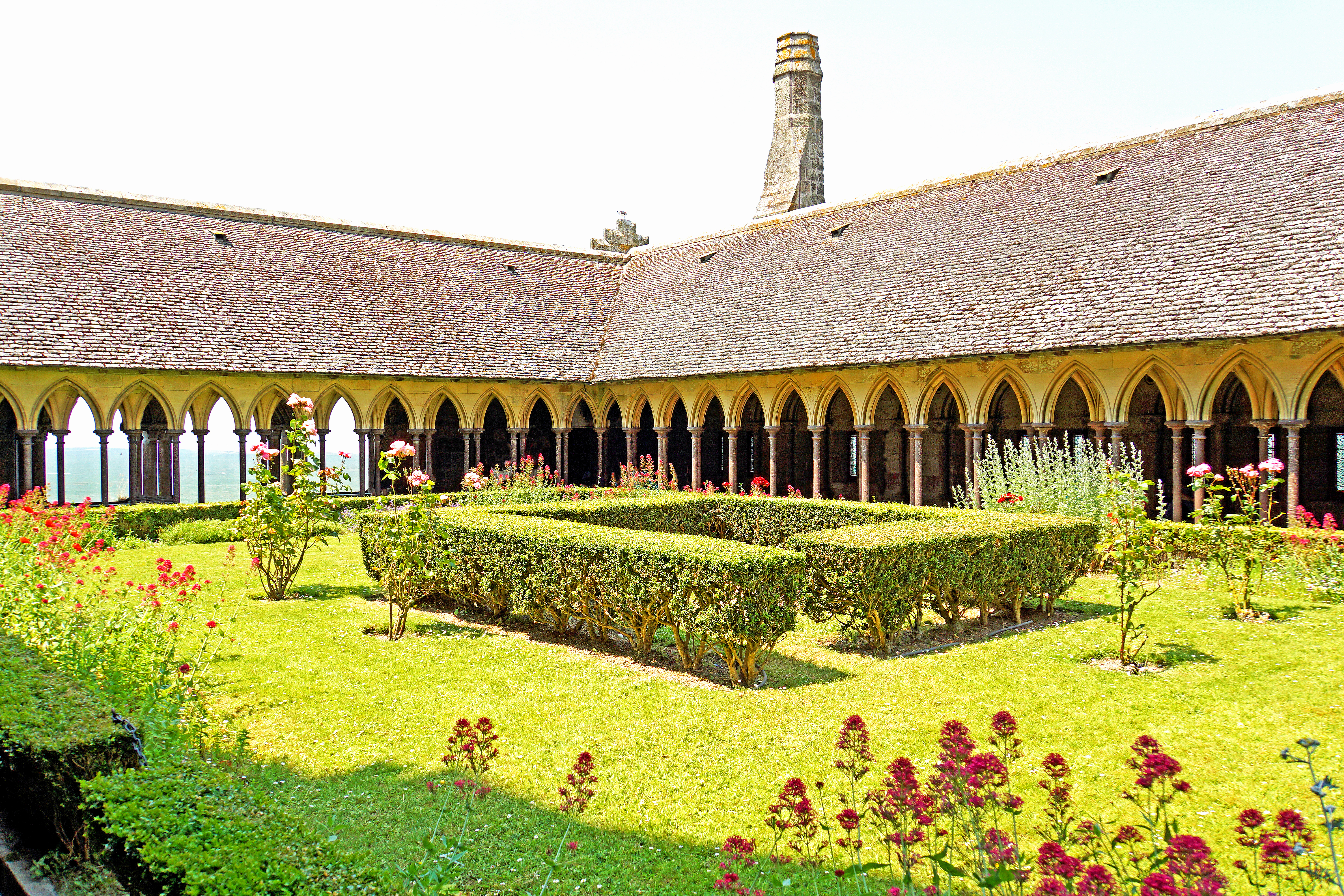
Споглядальний сад в абатстві Мон-Сен-Мішель, відтворений у 1966 році, із самшитом та дамаськими трояндами

Монастирський сад, також віридарій — важливий приклад організації садівництва, перш за все, забезпечення монахів засобами до існування, насамперед через те, що використання плодів для їжі та для лікування, як, наприклад, персики використовували для закриття ран. Загалом,садівництво (фруктові сади, цвинтарі та сади) було головним джерелом їжі для домогосподарств, місцем для відпочинку та надавало плоди для медичних цілей.

## Структура та облаштування
Сади, як правило, обгороджувалися парканами, стінами або живоплотом, щоб захистити їх від диких тварин. Незважаючи на те, що багатші монастирі мали кошти на будівництво стін з каменю та цегли, плетені огорожі були найпоширенішим типом огорожі. Іноді кущі також використовували як огорожу, оскільки вони забезпечували як їжу, так і захист саду. Вже при закладенні садів розбивалися стежки. Однак нерідко сади виходили за межі монастиря і згодом включали також виноградники.
Іригація та постачання води мали вирішальне значення для збереження саду. У деяких більш складних системах іригаційна система використовувала канали для контролю потоку води. Ця система передбачала розташування джерела води на найвищій частині саду, щоб гравітація могла сприяти розподілу води меншими каналами, що розгалужуються для масового розподілу. Найефективніше така система використовувалося для садів з грядками, оскільки канали могли проходити на доріжках поруч із грядками.
Тогочасні ченці зазвичай використовували знання з астрономії та спостерігали за зірками, щоб обчислити найкращу пору року для посадки своїх садів, а також найкращий час для збору врожаю. Інструменти, які використовувалися в той час, схожі на ті, які садівники використовують й сьогодні. Наприклад, монахи використовували ножиці, граблі, мотики, лопати, кошики та тачки, які все ще є ключовими для садівництва сьогодні.

### Медична роль
Багато медичних практик перекочували та асимілювалися в середньовічну Європу з ісламського світу в результаті перекладу та вивчення тогочасних праць. Як наслідок, садівництво було особливо важливим для використання в медицині. Наприклад, коли шкірку стебла маку подрібнювали і змішували з медом, її можна було використовувати як пластир для ран. Інші трави та рослини, такі як троянди, лілії, шавлія, розмарин та інші ароматні трави, використовувалися при внутрішніх ускладненнях, таких як головний біль або біль у животі. Вважалося, що мигдаль допомагає кращому сну, провокує сечовипускання та викликає менструацію.
На практиці монахи використовували ці лікарські трави не тільки для себе, але й для лікування місцевого населення. Найвидатнішою цілителькою була абатиса Гільдегарда з Бінгена, яка жила в монастирі, який був, як чоловічим, так і жіночим. Згодом її обрали магістраторкою, а пізніше вона опікувалася власним відокремленим монастирем. Крім того, що вона багато писала наукових трактатів, Гільдегарду регулярно відвідували люди з усієї Європи, включно з королем Англії Генріхом II, імператором Священної Римської імперії та імператрицею Візантії, а також місцевою громадою. Гільдегарду вважали «першою жінкою-лікарем» через її роботу як цілительки та створені нею медичні праці.

### Харчування

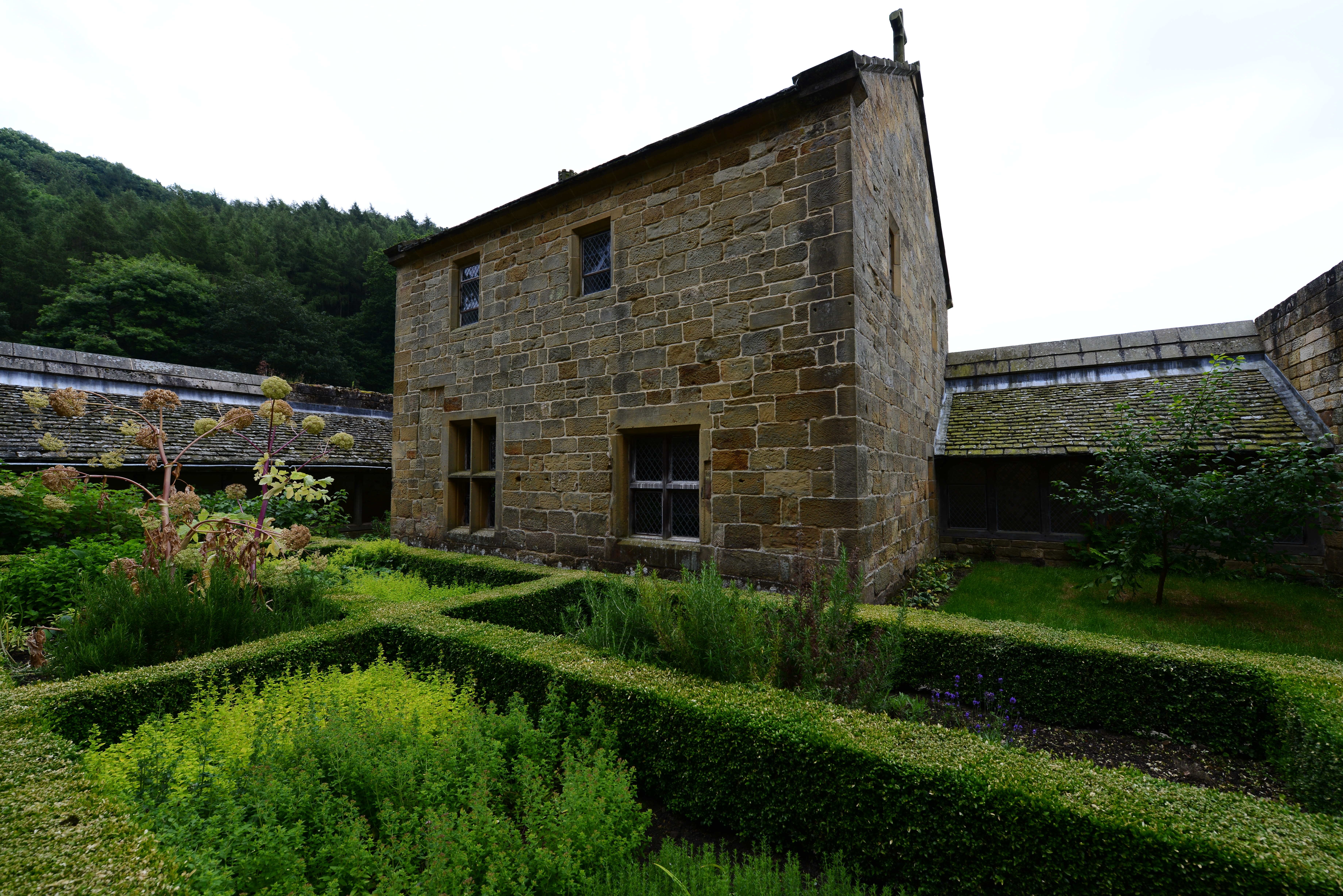
Реконструйований сад келії ченців у монастирі Маунт-Грейс

Монастирі також покладалися на свої сади, щоб вирощувати необхідну ченцям їжу. Існували навіть монастирські сади, де намагалися вирощувати продукти, які були водночас корисними з точки зору медицини та апетитними, причому найбільше шукали овочі з високим вмістом крохмалю чи калорійності. Серед найпоширеніших овочів:
| Цибуля порей (Allium porum)                                      | Римська капуста (Brassica oleracea Botrytis group — Romanesco broccoli)      |
| Цибуля (Allium cepa)                                             | Цвітна капуста/Cole Wort (група Brassica oleracea Botrytis — цвітна капуста) |
| Часник (Allium sativum)                                          | Ріпак (Brassica napus)                                                       |
| Шалот (шалот)                                                    | Ріпа (Brassica rapa rapa)                                                    |
| Морква (Daucus carota subsp. sativus)                            | Білий буряк (Beta vulgaris)                                                  |
| Пастернак (Pastinca sativa)                                      | Редька (Raphanus raphanistrum subsp. sativus)                                |
| Зелена цибуля (Allium schoenoprasum)                             | Фенхель (Foeniculum azoricum)                                                |
| Капуста (група Brassica oleracea Acephala — капуста)             | Білий горох (Pisum sativum — польовий горох)                                 |
| Капуста білокачанна (група Brassica oleracea Capitata — капуста) | Зелений горошок (Pisum sativum — садовий горох)                              |
| Серце Капуста (Опис — Капуста)                                   | Квасоля (Faba vulgaris)                                                      |

### Цвинтарні сади
У більшості випадків цвинтарні сади також були розповсюдженим типом садів середньовічних монастирів. Крім вирощення фруктів (яблука чи груші), також застосовували ручну працю для монахів, як того вимагав статут святого Бенедикта. Цвинтарні сади, які, як правило, були дуже схожі на типові фруктові сади, виступали символом Неба та Раю, надаючи таким чином духовний сенс і праведну працю.

## Історичні свідчення

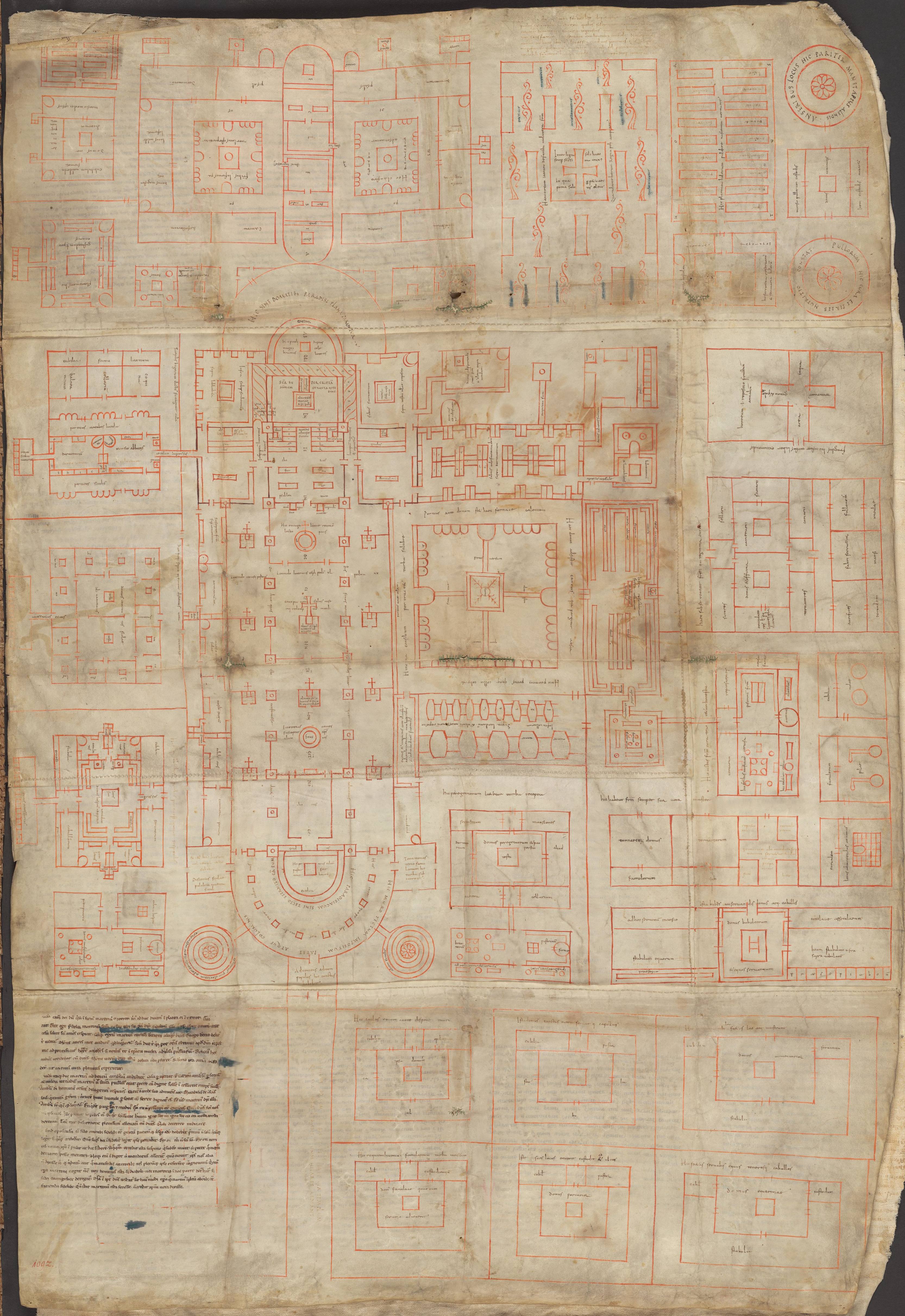
План Санкт-Галлена

Більшість даних про розвиток монастирських садів у середньовіччі, вчені зібрали завдяки археологічним артефактам, текстовим джерелам та творам мистецтва, зокрема, картинам, гобеленам та ілюмінованим рукописам . Про розвиток садівництва в добу раннього Середньовіччя за часів Карла Великого розповідають збережені три важливі документи: Capitulare de villis, поема Валафріда Страбона Hortulus та план Святого Галла, який зображує три садові ділянки та перераховує, що на них вирощувалося. Інші докази можна знайти в напівзруйнованих руїнах старих монастирських лазаретів, де деякі квіти, як-от півонії, ростуть великими ділянками.

## Першоджерела з історії садівництва
- «Апулей», пізній римський переклад давньогрецького матеріалу про рослини, відроджений в Англії з XI століття.[10]
- Карл Великий, Capitulare de villis (бл. 800 року): перелік складових маєтку, який буде встановлено в усій його імперії. Імператорський указ, який, перш за все, спирається на класичні джерела; його вплив невизначений.
- Еміліан Палладій, пізньоримський автор Opus agriculturae, іноді відомого як De re rustica . Радше займаюся землеробством, ніж садівництвом. Перекладено середньоанглійською мовою як On husbondrie близько 1420 року.
- Walahfrid Strabo, Hortulus, вірш німецького ченця IX століття, який хвалебно оспівує свій сад в абатстві Райхенау та перераховує види рослин.
- Джон Гарденер, Подвиг садівництва бл. 1400 року: вірш, що містить списки рослин і окреслює практики садівництва, ймовірно, королівським садівником.
- Брат Генрі Даніель (XIV століття): склав список рослин
- Альберт Великий, De vegetabilibus et plantis (бл. 1260 року): переписує книгу De Plantis, яку тоді помилково приписували Арістотелю. Фундаментальний дослідник природи рослин, який описав вирощування рослин в різних регіонах.
- П'єро де Крещенці, Ruralium Commodorum Liber (бл. 1305). Найважливіша практична середньовічна праця успішного юриста, яка все ще стосується переважно сільського господарства та значною мірою спирається на класичні джерела. Здобув гарний досвід після придбання заміського маєтку.
- «Список Фромонда», оригінальна назва Herbys, необхідний для саду (бл. 1525): список садових рослин.
- Томас Хілл (народився близько 1528 року).
- Майстер Фіцгерберт, «Книга землеробства» (1534): містить коментарі до існуючих на той час практик садівництва.
- Т. Туссер, П'ять сотень пунктів доброго господарства (1580): інший відповідний коментар, хоча написаний у післясередньовічний період[11].